# アメリカ合衆国における無党派主義
アメリカ合衆国 (以下、単にアメリカと記載) における無党派主義 (Nonpartisanism_in_the_United_States　アメリカがっしゅうこくにおけるむとうはしゅぎ）、米国における超党派（英：Nonpartisan_in_the_United_States）とは、米国内国歳入法(501(c))に基づいて組織される、特定の非営利団体。
これらの団体には、禁止されている特定の政治活動に関与しないことを理由に、免税の資格を与えられている。

## 解説
通常「超党派」という呼称は、団体自身やコメンテーターによる主張を反映したものであり、米国の法律による公式なカテゴリーではない。むしろ、ある種の非営利団体は、選挙に関連した政治活動を控えるようさまざまな要件が課されていたり、選挙政治に関与した分だけ課税されることがあるため、この言葉は法的要件を肯定しているのである。この文脈では、"non-partisan "とは、米国の税法上、その団体が政治的な候補者や政党、場合によっては議案のような、他票を直接または間接的に支持したり反対したりすることが禁止されていることを意味するのであるが、その団体が政治的な問題についてとある立場をとることができないことを意味するものではない。